# 강동구청장
강동구청장은 서울특별시 강동구의 구청장이다.

## 역대 강동구청장
| 구분     | 성명            | 재임기간                           | 비고                                      |
| -------- | --------------- | ---------------------------------- | ----------------------------------------- |
| 1        | 이순용 (李淳鎔) | 1979년 10월 1일 ~ 1980년 7월 27일  | 초대 강동구청장                           |
| 2        | 심계섭 (沈桂燮) | 1980년 7월 28일 ~ 1981년 9월 11일  |                                           |
| 3        | 김두한 (金斗漢) | 1981년 9월 12일 ~ 1982년 9월 9일   |                                           |
| 4        | 강덕기 (姜德基) | 1982년 9월 10일 ~ 1985년 3월 13일  |                                           |
| 5        | 이원종 (李元鐘) | 1985년 3월 14일 ~ 1986년 1월 13일  |                                           |
| 6        | 김진욱 (金振昱) | 1986년 1월 14일 ~ 1989년 11월 7일  |                                           |
| 7        | 김승겸 (金勝謙) | 1989년 11월 8일 ~ 1992년 10월 9일  |                                           |
| 8        | 이문재 (李文在) | 1992년 10월 10일 ~ 1993년 3월 17일 |                                           |
| 9        | 반충남 (潘忠男) | 1993년 3월 18일 ~ 1995년 3월 19일  |                                           |
| 10       | 정진극 (鄭鎭克) | 1995년 3월 20일 ~ 1995년 6월 30일  | 관선 마지막 강동구청장                    |
| 11       | 김충환 (金忠環) | 1995년 7월 1일 ~ 1998년 6월 30일   | 민선 1기                                  |
| 12       | 김충환 (金忠環) | 1998년 7월 1일 ~ 2002년 6월 30일   | 민선 2기                                  |
| 13       | 김충환 (金忠環) | 2002년 7월 1일 ~ 2003년 12월 17일  | 민선 3기 국회의원 선거 출마를 이유로 사퇴 |
| 권한대행 | 박용래 (朴龍來) | 2003년 12월 18일 ~ 2004년 6월 4일  |                                           |
| 14       | 신동우 (申東雨) | 2004년 6월 5일 ~ 2006년 6월 30일   | 민선 3기                                  |
| 15       | 신동우 (申東雨) | 2006년 7월 1일 ~ 2007년 12월 11일  | 민선 4기 국회의원 선거 출마를 이유로 사퇴 |
| 권한대행 | 최용호 (崔容豪) | 2007년 12월 12일 ~ 2008년 5월 7일  | 강동구청장 선거 출마를 이유로 사표        |
| 권한대행 | 김강열 (金康烈) | 2008년 5월 8일 ~ 2008년 6월 4일    |                                           |
| 16       | 이해식 (李海植) | 2008년 6월 5일 ~ 2010년 6월 30일   | 민선 4기                                  |
| 17       | 이해식 (李海植) | 2010년 7월 1일 ~ 2014년 6월 30일   | 민선 5기                                  |
| 18       | 이해식 (李海植) | 2014년 7월 1일 ~ 2018년 6월 30일   | 민선 6기                                  |
| 19       | 이정훈 (李定勳) | 2018년 7월 1일 ~ 2022년 6월 30일   | 민선 7기                                  |
| 20       | 이수희 (李秀姬) | 2022년 7월 1일 ~                   | 민선 8기                                  |

## 같이 보기
- 강동구청장 선거